# Sarah Smyth
Sarah Smyth (Nova Escócia, 12 de outubro de 1982) é uma atriz canadense, famosa por estrelar em três temporadas da série Naked Josh. Ela nasceu em Nova Scotia, mas cresceu em Ottawa.

## Filmografia
- Big Wolf on Campus (2002)... Jenny (1 episódio)
- Vampire High (2002)... Amy Todman (1 episódio)
- Undressed (2002)... Julie (6 episódios)
- Naked Josh (2004-2006)... Natalie Bouchard (26 episódios)
- Durham County (2007)... Maggie Travis (2 episódios)
- Smallville (2009)... Suzie Turpin (1 episódio)
- Harper's Island (2009)... Lucy Daramour (2 episódios)
- Alien Trespass (2009)... Penny
- Percy Jackson & the Olympians: The Lightning Thief (2010)... Juniper
- Bad Times at the El Royale (2018)... Ginger Miller